# حوشمند الماسي
حوشمند الماسي (30 مارس 1928 – 17 ديسمبر 2016) هو مبارز بالسيف إيراني راحل، مثّل بلاده في الألعاب الأولمبية الصيفية 1964.

## روابط رياضية
حوشمند الماسي على موقع أوليمبيديا (الإنجليزية)